# كلوديا كوان
كلوديا كوان (بالإنجليزية: Claudia Cowan)‏ هي صحفية أمريكية، ولدت في 31 يوليو 1963.

## وصلات خارجية
- كلوديا كوان على موقع IMDb (الإنجليزية)